# Kampfgeschwader 53 »Legion Condor«
Kampfgeschwader 53 »Legion Condor« (dobesedno slovensko: Bojni polk 53 »Legion Condor«; kratica KG 53) je bil bombniški letalski polk (Geschwader) v sestavi nemške Luftwaffe med drugo svetovno vojno.

## Organizacija
- štab
- I. skupina
- II. skupina
- III. skupina

## Vodstvo polka
Poveljniki polka (Geschwaderkommodore)
- Oberst Philipp Zoch: 1. maj 1939
- Oberst Erich Stahl: 1. avgust 1939
- Oberst Paul Weitkus: 15. december 1940
- Oberst Karl-Eduard Wilke: 1. november 1942
- Oberstleutnant Fritz Pockrandt: 14. april 1943